# Крф (округ)
Округ Крф је округ у периферији Јонска острва и истоименој историјској покрајини Јонска острва у северозападној Грчкој. Управно средиште округа је истоимени град Крф. Округ обухвата већа острва Крф и Пакси и мања острва, Антипакси и Отонска острва.
Округ Крф је успостављен 2011. године на месту некадашње префектуре, која је имала исти назив, обухват и границе.

## Природне одлике
Округ Крф је острвски округ на крајњем северозападу Грчке, који обухвата северни део Јонског архипелага: већа острва Крф и Пакси и мања острва, Антипакси и Отонска острва, сва у западном делу Јонског мора. Већина острва удаљена је 10-20 км од обале. Преко мора ка североистоку налази се Албанија, а источно округ Теспротија у оквиру Епира.
Острва су планинска и са покренутим тереном. Највиши врх острва Крф је на преко 600 метара надморске висине. Због близине копна на њима има доста подземних извора воде, па су махом са бујним растињем.
Клима у округу је средоземна.

## Историја
У доба антике ова област је била део подручја старе Грчке, али изван главних историјских токова. У каснијим епохама долази владавина Римљана, затим Византинаца. Острво никада није било у рукама Турака Османлија, али је зато било под вишевековном влашћу Млечана. Дато је оставило знатан утицај на живот и културу острва. У 19. веку острвом владају Британци око 50 година. 1864. године Крф је заједно са осталим Јонским острвима прикључен Грчкој. Тадашња префектура Крф је протеклих деценија била осавремењена, али то није спречило исељавање становништва из њеног већег дела. Последњих година развој туризма поново је оживео привреду острва.

## Становништво
По последњим проценама из 2005. године округ Крф је имао преко 110.000 становника, од чега око 1/3 живи у седишту округа, граду Крфу.
Етнички састав: Главно становништво округа су Грци, а званично признатих историјских мањина нема. И поред тога у округу живи заједница Рома и мања скупина новијих досељеника. До средине 19. века виши сталеж на острва био је италијанизован услед дуготрајне Млетачке власти.
Густина насељености је близу 180 ст./км2, што је значајно више од просека Грчке (око 80 ст./км2) и округ је по овоме међу најгушће насељеним у држави.

## Управна подела и насеља
Округ Крф се дели на 2 општине:
1. Крф (са Отонским острвима)
2. Пакси (са острвом Антипакси)

Град Крф је највеће насеље и једини значајан град (око 30.000 ст.) у округу.

## Привреда
Становништво округа Крф је традиционално било окренуто поморству и средоземној пољопривреди (агруми, маслине). Иако су дате делатности и данас развијене, оне су у сенци туризма. Током протеклих деценија Крф је постао прворазредно туристичко одредиште у Грчкој.